# مقاطعة ياوان
مقاطعة ياوان (بالإنجليزية: Yawan)‏ هي واحدة من 28 مقاطعة في ولاية بدخشان في شرق أفغانستان. أُنشئت في عام 2005 من جزء من مقاطعة راغ  التي قُسمت إلى ثلاث مقاطعات وهي كوهستان وراغستان وياوان بسبب النمو السكاني وبُعد المناطق، ومنذ ذلك الحين وُضعت وحدةً إداريةً في ولاية بدخشان. وهي موطن لحوالي 36،037 نسمة.

## روابط خارجية
- الخريطة في خدمات إدارة المعلومات في أفغانستان